# Euproctis vastatrix
Euproctis vastatrix är en fjärilsart som beskrevs av Lambertus Johannes Toxopeus 1948. Euproctis vastatrix ingår i släktet Euproctis och familjen tofsspinnare. Inga underarter finns listade i Catalogue of Life.